# En la vereda del sol
En la vereda del sol es el décimo álbum de estudio de la cantante Fabiana Cantilo, segunda parte del homenaje al rock nacional argentino que había comenzado con Inconsciente Colectivo en 2005.
Producido por Afo Verde, cuenta con versiones de clásicos del rock nacional como Wadu Wadu (Virus), Maribel se durmió (Spinetta Jade), Costumbres Argentinas (Los Abuelos de la Nada), Persiana americana (Soda Stereo) y Brillante sobre el mic (Fito Páez).
Entre los invitados figuran Gustavo Cordera cantando a dúo con Fabiana una versión bastante particular de Una Canción Diferente, de Celeste Carballo. También participa Kevin Johansen en Pupilas Lejanas, segundo corte del álbum.
El primer corte de difusión fue la canción Inconsciente colectivo de Charly García que, pese a ser título de la primera parte, no estaba incluida siquiera entre las canciones posibles a grabar.

## Lista de temas
| En la vereda del sol |                          |                                  |          |  |
| N.º                  | Título                   | Escritor(es)                     | Duración |  |
| 1.                   | «Cinema Verité»          | Charly García                    | 4:43     |  |
| 2.                   | «Tema de Pototo»         | Luis Alberto Spinetta            | 2:47     |  |
| 3.                   | «Una Canción Diferente»  | Celeste Carballo                 | 3:24     |  |
| 4.                   | «Cartas sin Marcar»      | Andrés Calamaro                  | 4:21     |  |
| 5.                   | «Pupilas lejanas»        | Bahiano                          | 4:03     |  |
| 6.                   | «Persiana Americana»     | Gustavo Cerati, Jorge Daffunchio | 4:41     |  |
| 7.                   | «Fuego»                  | Cristian "Pity" Álvarez          | 3:45     |  |
| 8.                   | «La vida es una Moneda»  | Fito Páez, Juan Carlos Baglietto | 3:37     |  |
| 9.                   | «Costumbres Argentinas»  | Andrés Calamaro                  | 3:13     |  |
| 10.                  | «Wadu Wadu»              | Federico Moura, Julio Moura      | 2:23     |  |
| 11.                  | «Arrancacorazones»       | Ciro Pertusi, Mariano Martínez   | 3:52     |  |
| 12.                  | «Canción para Carito»    | Antonio Tarragó Ros, León Gieco  | 3:46     |  |
| 13.                  | «Maribel se durmió»      | Luis Alberto Spinetta            | 2:24     |  |
| 14.                  | «Brillante sobre el Mic» | Fito Páez                        | 3:12     |  |
| 15.                  | «Inconsciente colectivo» | Charly García                    | 2:53     |  |

## Videoclips
- Pupilas lejanas (con Kevin Johansen)
- Inconsciente Colectivo
- Brillante sobre el mic

## Créditos

### Músicos
- Fabiana Cantilo: voz principal y coros
- Cay Gutiérrez: piano y coros
- Marcelo Capasso: bajos y  guitarras
- Javier Miranda: batería
- Marcelo Predacino: guitarras
- Leonora Arbiser: acordeón
- Dani Buira: percusiones
- Mariana Cañardo: violín

### Artistas invitados
- Kevin Johansen: coros en "Pupilas Lejanas".
- Gustavo Cordera: coros en "Una Canción Diferente".

### Personal técnico
- Producción Artística y Dirección General: Cay Gutiérrez - Marcelo Capasso
- Coproducción: Rafa Vila - Afo Verde
- Ingeniero de sonido y mezcla: Nicolas Kalwiil
- Realizador Ejecutivo y mánager: Margarita Bruzzone
- Asistentes: Martín Valenzuela, Juan Armani, Luciano Lucerna
- Asistente de Grupo y Road Mánager: Francisca Bruzzone
- Idea de Vestuario: Claudia Rojas
- Fotos: Nora Lezano y Sebastián Arpesella
- Diseño: Omar Souto

- Datos: Q5832081